# Фасуладжян, Товмас Петросович
Товмас Петросович Фасуладжян (Фасулачян) (25 июля 1843, Константинополь — 22 сентября 1903, Александрия) — армянский актёр, режиссёр, драматург и театральный деятель.

## Биография
Учился в училищах Константинополя Нор Таха и Гумгапу. Дебютировал на сцене в 1858 году. Выступал в Восточном театре Константинополя («Аревелян татрон»), но наиболее активно проявил себя в театре Васпуракана.
Способствовал созданию в 1860 году профессионального армянского театра в Константинополе.
Был одним из ведущих актёров и режиссёром «Аревелян татрон» («Восточный театр»).
Как актёр был близок романтическому направлению. Выступал в западно-европейских мелодрамах, исторических трагедиях, комедиях.
Фасуладжян также был театральный деятелем. Он организовывал театральные труппы, которые гастролировали по городам Турции, Закавказья, Северного Кавказа, Болгарии, Румынии. В 1862 году он и Эскиян выступали в Измире.В 1863 году он работал в молодежном театре в Трабзоне. 
В 1869—1871 годах руководил труппой в Новом Нахиджеване, в 1872—1877 годах был актером и режиссёром театра Вардовян и там, при поддержке Акопа Вардовяна, имел особое значеник. В 1880-х годах пользовался большой популярностью в Бурсе, в основном, благодаря турецким представлениям, а также постановкам комедий Мольера.
С 1893 году вёл театральную деятельность в Болгарии и Румынии. С 1894 года вместе с женой Пайцар Фасуладжян гастролировал по Трапизону, Тифлису, Моздоку и Астрахани.
Воспитал группу армянских актёров.
Автор пьес «Чудо, или Деревянный меч», «Сын слепого», «Мы оба голодные, мы оба без денег», «Белое вместо чёрного»
«Таи Мирик Анден» и др.

## Избранные роли
- Аршак II (одноименной пьесы Галфаяна),
- Ерванд («Сандухт» Т. Терзяна),
- Гарпагон («Скупой» Мольера),
- Тартюф («Тартюф, или Обманщик» Мольера)
- Бландраз («Парижские тайны» по Э. Сю),
- Дакобер («Вечный Жид» по Э. Сю),
- Трибуле («Король забавляется» В. Гюго),
- Жорж («Жизнь игрока» В. Дюканжа)
- Дон Жуана («Дон Жуан, или Каменный пир» Мольера)) и др.